# Dražen Bogopenec
Dražen Bogopenec  (r. prije 1322.), pripadnik humske velikaške obitelji Sankovića.
Rodonačelnik je obitelji Sankovića. Otac je humskog župana Miltjena Draživojevića, u čije je vrijeme loza prihvatila bana Bosne za svoga seniora. Djed je Sanka, Gradoja i Radače.